# 서울강남소방서
서울강남소방서(서울江南消防署, Seoul Gangnam Fire Station)는 서울특별시 강남구를 관할하는 서울특별시 소방재난본부 산하의 소방서이다.
소방서장은 소방정으로 보한다.

## 조직
| - 소방행정과 - 소방행정팀 - 장비회계팀 - 홍보교육팀 | - 재난관리과 - 대응총괄팀 - 구조팀 - 구급팀 | - 예방과 - 예방팀 - 검사지도팀 - 위험물안전팀 | - 현장대응단 - 지휘팀 - 진압대 - 구조대 |

## 관할센터 및 관할구역
서울강남소방서는 5개의 119안전센터와 1개의 현장대응단을 산하에 두고 있다.
| 명칭                      | 사진 | 주소          | 관할구역                                                                       | 지역대 |
| ------------------------- | ---- | ------------- | ------------------------------------------------------------------------------ | ------ |
| 서울강남소방서 현장대응단 |      | 테헤란로 629  | 삼성1·2동, 청담동, 대치1·2·4동, 일원2동 일부 단, 구조는 서울특별시 강남구 일원 |        |
| 영동119안전센터           |      | 도산대로 320  | 신사동, 압구정동, 논현1·2동                                                    |        |
| 역삼119안전센터           |      | 역삼로 236    | 역삼1·2동, 도곡1·2동                                                           |        |
| 수서119안전센터           |      | 광평로31길 6  | 수서동, 일원본·1·2동                                                           |        |
| 개포119안전센터           |      | 논현로10길 19 | 개포1·2·4동                                                                    |        |
| 세곡119안전센터           |      | 밤고개로 268  | 세곡동, 율현동, 자곡동                                                         |        |

## 사건사고
- 2004년 8월 26일 한국전력 건물에서 을지훈련을 하던 소방관 1명이 추락해 순직하였다.[5][6]
- 논현동 고시원 살인 사건

## 같이 보기
- 대한민국 소방청
- 대한민국의 소방
- 대한민국 소방공무원